# Steingardsøkket
Steingardsøkket är en dal i Antarktis. Den ligger i Östantarktis. Norge gör anspråk på området.